# قصف سجن ذمار
قصف سجن ذمار هو قصفٌ نفذه التحالف العربي بقيادة السعودية استهدفَ سجنًا تابعًا للحوثيين في محافظة ذمار مما تسبّبَ في مقتل ما لا يقلّ عن 50 شخصًا وإصابةِ 100 آخرين حسبَ الإحصائيات الأوليّة التي أعلنَ عنها المكتب الإعلامي التابع لحركة أنصار الله.

## القصف
في الساعات الأولى من صباح يوم الإثنين الموافق للأوّل من أيلول/سبتمبر 2019؛ استهدفت عددٌ من الغارات الجويّة التي نفذتها طائرات تابعة للتحالف العربي ما قالت إنّه «موقعٌ عسكريّ» يستغلّه الحوثيون في تطويرِ الطائرات بدون طيار المسيّرة ونجحت في تدميرهِ، فيما أفادَ رئيس اللجنة الوطنية لشؤون الأسرى لدى الحوثيين عبد القادر المرتضى أن ما وصفهُ بـ «طيران العدوان قد استهدفَ فجر اليوم أحد السجون الخاصة بالأسرى في كلية المجتمع بمحافظة ذمار» مُضيفًا «أن السجن المقصوف في المحافظة يضمّ 170 أسيرًا ... أسفرت الهجمات عن مقتل وجرح عشرات الأسرى التابعين للعدو.»

## الموقع المقصوف
مباشرةً بعد العمليّة؛ بدأت الأنباء في التضارب حيثُ نقلت وسائل إعلام محليّة سعودية عن مصادر في التحالف العربي قولهُ «إنه بدأ عملية استهداف نوعي لموقع عسكري مشروع يتبع للمليشيات الحوثية في ذمار» داعيًا «المدنيين إلى عدم الاقتراب من الموقع المستهدف.» في المُقابل؛ قالَ محمد عبد السلام المتحدث باسمِ الحوثيون «إن التحالف نفذ مجزرة مروعة مستهدفًا أحد السجون التابعة للأسرى في ذمار.»

## ردود الفعل
- السعودية: نفى المتحدث باسم التحالف تركي المالكي استهداف منشأة مدنية في القصف الذي نفذته طائرات للتحالف، وقال: «قصفنا موقعًا عسكريًا في ذمار لتحييد القدرات الحوثية ... الهدف العسكري الذي قصفه التحالف في ذمار هدفٌ مشروعٌ، ولدينا إثباتات أن الموقع الذي استهدف في ذمار كان موقعا عسكريًا للميليشيات.»
- حوثيون: نفى المركز الإعلامي لحركة أنصار الله ما قال إنها مزاعمُ للتحالف بخصوص الموقع المُستهدف متحدثًا عن أن المكان هو سجنٌ للأسرى ومُحملًا التحالف بقيادة الرياض وأبو ظبي المسؤولية الكاملة عن استهداف السجن وما سينتج عنه.[5]
- الصليب الأحمر: أعربت اللجنة الدولية للصليب الأحمر عن قلقها من القصف؛ وأفادت بتوجه فريقٍ من اللجنة إلى المكان لتوفير الرعاية الصحية الطارئة.[6]
  - قالَ مدير اللجنة الدولية للصليب الأحمر لمنطقة الشرق الأوسط فابريتسيو كاربوني: «يُثير قلقنا المعلومات الواردة عن حدوث انفجار في سجنٍ بمحافظة ذمار ... هو مركز احتجاز كنا نقوم بزيارته في اليمن بشكلٍ منتظم.[7]»